# Nati nel 1928/Maggio
| Questa pagina contiene informazioni ricavate automaticamente dalle voci biografiche con l'ausilio del template Bio e di un bot. L'aggiornamento è periodico e automatico e ricostruisce completamente la pagina. Se manca una persona in questa lista, sei pregato di non aggiungerla, ma accertati piuttosto che la sua voce biografica contenga il template Bio e che i dati anagrafici siano correttamente compilati. Se il template Bio manca, inseriscilo tu stesso o, in alternativa, metti l'avviso {{tmp\|Bio}} che ne segnala la mancanza. Se i dati riportati sono sbagliati, correggi direttamente la voce biografica; le modifiche saranno visibili in questa lista entro pochi giorni. Per chiarimenti vedi il progetto biografie. La lista contiene solo le 182 persone che sono citate nell'enciclopedia e per le quali è stato implementato correttamente il template Bio. Pagina aggiornata al 10 lug 2025. |

- 1º maggio - Adelchi Brach, allenatore di calcio e calciatore italiano († 2003)
- 1º maggio - Mario Cenci, musicista, compositore e paroliere italiano († 1996)
- 1º maggio - Sisavath Keobounphanh, politico laotiano († 2020)
- 1º maggio - Vitalij Vjačeslavovič Mel'nikov, regista sovietico († 2022)
- 1º maggio - Madeleine Moreau, tuffatrice francese († 1995)
- 1º maggio - Pietro Nuti, attore italiano († 2023)
- 1º maggio - Raoul Servais, regista e sceneggiatore belga († 2023)
- 1º maggio - Desmond Titterington, pilota automobilistico britannico († 2002)
- 1º maggio - Angelo Ziccardi, politico italiano († 2019)
- 2 maggio - Bruno Bolis, hockeista su pista e allenatore di hockey su pista italiano († 2011)
- 2 maggio - Angelo Castelli, politico e avvocato italiano († 2017)
- 2 maggio - Georges Arthur Goldschmidt, scrittore e traduttore tedesco
- 2 maggio - Maria Grötzer, ex schermitrice austriaca
- 2 maggio - Jacques-Louis Lions, matematico francese († 2001)
- 2 maggio - Carlo Sabattini, ambientalista italiano († 1989)
- 2 maggio - Manuel Torres Soto, calciatore spagnolo († 1992)
- 3 maggio - Dezső Bundzsák, calciatore e allenatore di calcio ungherese († 2010)
- 3 maggio - Mario Cravedi, politico e partigiano italiano († 2013)
- 3 maggio - Louis Edward Gelineau, vescovo cattolico statunitense († 2024)
- 3 maggio - Julien Guiomar, attore francese († 2010)
- 3 maggio - Dietrich Kilian, musicologo tedesco († 1984)
- 3 maggio - Jacques Meslier, pallanuotista francese († 2014)
- 3 maggio - Renzo Venturi, calciatore italiano († 2014)
- 3 maggio - Carel Visser, artista e scultore olandese († 2015)
- 4 maggio - Wolfgang von Trips, pilota automobilistico tedesco († 1961)
- 4 maggio - Maynard Ferguson, trombettista e compositore canadese († 2006)
- 4 maggio - Lars Gullin, sassofonista, compositore e pianista svedese († 1976)
- 4 maggio - Ivan Marković, allenatore di calcio croato († 2006)
- 4 maggio - Bill Mollison, biologo, agronomo e naturalista australiano († 2016)
- 4 maggio - Hosni Mubarak, politico e generale egiziano († 2020)
- 4 maggio - Artur Rodrigues, allenatore di calcio portoghese († 2015)
- 5 maggio - Dino Boscarato, imprenditore italiano († 2004)
- 5 maggio - Giacomo Colli, regista italiano († 1994)
- 5 maggio - Antonio Cortigiano, calciatore italiano († 2018)
- 5 maggio - Marshall Grant, bassista statunitense († 2011)
- 5 maggio - Cornelis Kalkman, botanico olandese († 1998)
- 5 maggio - Rino Nanni, politico italiano († 2001)
- 5 maggio - Luiz Eugênio Perez, vescovo cattolico brasiliano († 2012)
- 5 maggio - Paul Sarkozy, militare, imprenditore e pittore ungherese († 2023)
- 5 maggio - Pierre Schoendoerffer, regista, sceneggiatore e scrittore francese († 2012)
- 6 maggio - Ennio Baiardi, politico italiano († 2014)
- 6 maggio - Mario Dondero, fotografo e fotoreporter italiano († 2015)
- 6 maggio - Robert Poujade, politico, funzionario e insegnante francese († 2020)
- 7 maggio - Serge Blusson, ciclista su strada e pistard francese († 1994)
- 7 maggio - J.J. Murphy, attore britannico († 2014)
- 7 maggio - Jean Parent, schermidore francese († 2019)
- 7 maggio - Sergio Sartorelli, ingegnere e designer italiano († 2009)
- 7 maggio - Lodovico Sommaruga, canottiere italiano († 2016)
- 7 maggio - Paul Unruh, cestista statunitense († 2023)
- 8 maggio - Yoka Berretty, attrice olandese († 2015)
- 8 maggio - Manfred Gerlach, politico tedesco († 2011)
- 8 maggio - Gregory Scarpa, mafioso e assassino statunitense († 1994)
- 8 maggio - Ted Sorensen, avvocato e scrittore statunitense († 2010)
- 9 maggio - Antonino Calamo, politico italiano († 2021)
- 9 maggio - Ralph Goings, pittore statunitense († 2016)
- 9 maggio - Pancho Gonzales, tennista statunitense († 1995)
- 9 maggio - Nunzio Incardona, filosofo italiano († 2003)
- 9 maggio - Douglas Rain, attore e doppiatore canadese († 2018)
- 9 maggio - Ernestina Saragat, italiana
- 9 maggio - Barbara Ann Scott, pattinatrice artistica su ghiaccio canadese († 2012)
- 9 maggio - Bernard C. Webber, marinaio e militare statunitense († 2009)
- 10 maggio - John Forbes-Robertson, attore inglese († 2008)
- 10 maggio - Cristina Jorio, cantante italiana
- 10 maggio - Mario Pennacchia, giornalista e scrittore italiano († 2021)
- 10 maggio - Arnold Rüütel, politico estone († 2024)
- 10 maggio - Lothar Schmid, scacchista tedesco († 2013)
- 10 maggio - Victor Atanasie Stănculescu, politico e generale rumeno († 2016)
- 11 maggio - Yaacov Agam, scultore e artista israeliano
- 11 maggio - Clifford Darling, politico bahamense († 2011)
- 11 maggio - Marco Ferreri, regista, sceneggiatore e attore italiano († 1997)
- 11 maggio - Arthur Foulkes, politico bahamense
- 11 maggio - Giorgia O'Brien, cantante e attrice italiana († 2004)
- 11 maggio - Luisella Visconti, doppiatrice, attrice e modella italiana († 1967)
- 11 maggio - Frank Wolff, attore statunitense († 1971)
- 12 maggio - Raymond Ausloos, calciatore belga († 2012)
- 12 maggio - Burt Bacharach, pianista, compositore e arrangiatore statunitense († 2023)
- 12 maggio - Francesco Cavicchi, pugile italiano († 2018)
- 12 maggio - Henry Cosby, compositore e produttore discografico statunitense († 2002)
- 12 maggio - Heinrich Isser, slittinista e bobbista austriaco († 2004)
- 12 maggio - Manuel Lujan, Jr., politico statunitense († 2019)
- 12 maggio - Saw Maung, generale e politico birmano († 1997)
- 12 maggio - Jim McCullough Sr., regista, sceneggiatore e produttore cinematografico statunitense († 2012)
- 12 maggio - Isabelle Sadoyan, attrice francese († 2017)
- 13 maggio - Antônio Ariosto de Barros Perlingeiro, calciatore brasiliano († 2010)
- 13 maggio - Enrique Bolaños, politico nicaraguense († 2021)
- 13 maggio - John Battiscombe Gunn, fisico statunitense († 2008)
- 13 maggio - George Hallaq, cestista iracheno († 2019)
- 13 maggio - Jacqueline Lorient, schermitrice francese († 2000)
- 13 maggio - Édouard Molinaro, attore, regista e produttore cinematografico francese († 2013)
- 13 maggio - Sverre Olsen, calciatore norvegese († 2020)
- 13 maggio - Washington Ortuño, calciatore uruguaiano († 1973)
- 13 maggio - Eugène Van Roosbroeck, ciclista su strada belga († 2018)
- 13 maggio - Jim Slaughter, cestista statunitense († 1999)
- 14 maggio - Graziano Arrighetti, filologo classico, grecista e traduttore italiano († 2017)
- 14 maggio - Władysław Hasior, scultore e pittore polacco († 1999)
- 14 maggio - Henry McGee, attore, comico e personaggio televisivo britannico († 2006)
- 14 maggio - Pere Tena i Garriga, vescovo cattolico spagnolo († 2014)
- 15 maggio - Luciano Fulvi, religioso, presbitero e missionario italiano († 2004)
- 15 maggio - Wally Gold, produttore discografico, cantante e chitarrista statunitense († 1998)
- 15 maggio - Joe Gordon, trombettista statunitense († 1963)
- 15 maggio - Robert Hughes, allenatore di pallacanestro statunitense († 2024)
- 15 maggio - Ruth Ann Koesun, danzatrice, attrice e insegnante statunitense († 2018)
- 15 maggio - Alain Moineau, ciclista su strada francese († 1986)
- 15 maggio - James Wharram, ingegnere inglese († 2021)
- 16 maggio - Billy Martin, giocatore di baseball statunitense († 1989)
- 16 maggio - Hans-Joachim Otto, dirigente sportivo tedesco († 2011)
- 17 maggio - Gino Colombo, politico, avvocato e dirigente pubblico italiano († 1999)
- 17 maggio - Francesca Sanvitale, scrittrice e giornalista italiana († 2011)
- 18 maggio - Fulvio Fo, scrittore, produttore cinematografico e sceneggiatore italiano († 2010)
- 18 maggio - Jerry Nagel, cestista statunitense († 1999)
- 18 maggio - Gian Battista Odone, calciatore italiano († 2020)
- 18 maggio - Pernell Roberts, attore e cantante statunitense († 2010)
- 18 maggio - Michelle Perrot, storica francese
- 18 maggio - Jo Schlesser, pilota automobilistico francese († 1968)
- 19 maggio - Américo Bacigalupo, cestista e allenatore di pallacanestro paraguaiano († 1981)
- 19 maggio - Colin Chapman, ingegnere, pilota automobilistico e imprenditore britannico († 1982)
- 19 maggio - Ken Coote, calciatore inglese († 2003)
- 19 maggio - Ana Daniel, poetessa portoghese († 2011)
- 19 maggio - Dolph Schayes, cestista e allenatore di pallacanestro statunitense († 2015)
- 19 maggio - Dragutin Zelenović, politico serbo († 2020)
- 20 maggio - Luiz Carlos Barreto, fotografo e produttore cinematografico brasiliano
- 20 maggio - Rinaldo Seri, calciatore italiano († 2012)
- 20 maggio - Gaetano Vastola, mafioso statunitense
- 21 maggio - Tom Donahue, disc jockey e produttore discografico statunitense († 1975)
- 21 maggio - Alice Drummond, attrice statunitense († 2016)
- 21 maggio - Luciano Frigerio, designer, artista e musicista italiano († 1999)
- 21 maggio - Manuel Martínez Canales, calciatore spagnolo († 2014)
- 21 maggio - António Ribeiro, cardinale e patriarca cattolico portoghese († 1998)
- 22 maggio - Raymond Edward Brown, presbitero statunitense († 1998)
- 22 maggio - Antonio Casellati, politico e avvocato italiano († 2020)
- 22 maggio - Giulio Chierchini, fumettista e animatore italiano († 2019)
- 22 maggio - Serge Doubrovsky, scrittore, critico letterario e docente francese († 2017)
- 22 maggio - Umberto Pinardi, calciatore e allenatore di calcio italiano († 2025)
- 22 maggio - Radoslav Sís, cestista e allenatore di pallacanestro cecoslovacco († 1989)
- 22 maggio - Fiorenza de Bernardi, aviatrice italiana
- 23 maggio - Manuel Álvarez, calciatore cileno († 1998)
- 23 maggio - Rosemary Clooney, attrice e cantante statunitense († 2002)
- 23 maggio - Irwin Dambrot, cestista statunitense († 2010)
- 23 maggio - Nigel Davenport, attore britannico († 2013)
- 23 maggio - Flora Lillo, attrice e showgirl italiana († 1995)
- 23 maggio - Jean Markale, scrittore, conduttore radiofonico e insegnante francese († 2008)
- 23 maggio - Nina Otkalenko, mezzofondista sovietica († 2015)
- 23 maggio - Toimi Pitkänen, canottiere finlandese († 2016)
- 23 maggio - André Schwarz-Bart, scrittore francese († 2006)
- 23 maggio - Rudolf Stanček, cestista e allenatore di pallacanestro cecoslovacco († 2014)
- 23 maggio - Vieri Traxler, diplomatico italiano († 2002)
- 24 maggio - Luigi Albani, calciatore italiano († 1993)
- 24 maggio - Mauro Bubbico, politico italiano († 1991)
- 24 maggio - Cristina Calderón, scrittrice, etnografa e lessicografa cilena († 2022)
- 24 maggio - Vittorio Cristini, calciatore italiano († 1974)
- 24 maggio - Adrian Frutiger, designer svizzero († 2015)
- 24 maggio - José Roca, allenatore di calcio e calciatore messicano († 2007)
- 24 maggio - Hugh Stewart, tennista statunitense († 2024)
- 24 maggio - William Trevor, scrittore e drammaturgo irlandese († 2016)
- 25 maggio - Malcolm Glazer, imprenditore statunitense († 2014)
- 25 maggio - Eduardo Gordon, cestista uruguaiano
- 25 maggio - Rodolfo Salas, cestista peruviano († 2010)
- 26 maggio - Jack Kevorkian, medico, pittore e compositore statunitense († 2011)
- 26 maggio - Karl Renar, attore austriaco († 1991)
- 27 maggio - Silvano Girardello, pittore italiano († 2016)
- 27 maggio - Dick Schnittker, cestista statunitense († 2020)
- 28 maggio - Sally Forrest, attrice statunitense († 2015)
- 28 maggio - Sydney Jordan, fumettista britannico
- 28 maggio - Marco Mariuzza, calciatore italiano († 1955)
- 28 maggio - Iba N'Diaye, artista senegalese († 2008)
- 28 maggio - Brian Shaw, ballerino britannico († 1992)
- 28 maggio - Umberto Tirelli, costumista italiano († 1990)
- 29 maggio - Kyril Bonfiglioli, scrittore inglese († 1985)
- 29 maggio - Tino Celio, ingegnere, imprenditore e hockeista su ghiaccio svizzero († 2024)
- 29 maggio - Danny Finn, cestista statunitense († 2007)
- 29 maggio - Harald Hennum, calciatore norvegese († 1993)
- 29 maggio - Freddie Redd, pianista e compositore statunitense († 2021)
- 29 maggio - Masaru Satō, compositore giapponese († 1999)
- 30 maggio - Gilberto Almeida, pittore ecuadoriano († 2015)
- 30 maggio - Alan Ashman, allenatore di calcio e calciatore inglese († 2002)
- 30 maggio - James Ernest Lamy, bobbista statunitense († 1992)
- 30 maggio - Gustav Leonhardt, clavicembalista, organista e direttore d'orchestra olandese († 2012)
- 30 maggio - Agnès Varda, regista, sceneggiatrice e fotografa belga († 2019)
- 31 maggio - Bernard Baudoux, schermidore francese († 2024)
- 31 maggio - Consuelo Crespi, giornalista e modella statunitense († 2010)
- 31 maggio - Giovanni Forner, politico italiano († 2011)
- 31 maggio - Edoardo Vesentini, matematico e politico italiano († 2020)